# Epibulus
Epibulus là một chi cá biển thuộc họ Cá bàng chài được phân bố ở Ấn Độ Dương và Tây Thái Bình Dương.

## Các loài
Những loài hiện được công nhận trong chi này là:
- Epibulus brevis Carlson, Randall & Dawson, 2008
- Epibulus insidiator (Pallas, 1770)